# Merycoidodontidae
Merycoidodontidae – rodzina wymarłych ssaków należących do parzystokopytnych, podobnie bliskim przeżuwaczom i świniokształtnym. Większość z nich była roślinożercami o krótkiej twarzoczaszce, dorastającymi wielkości owcy, aczkolwiek niektóre osiągały rozmiary dzisiejszej krowy. Posiadały kły, ciężkie ciało, długi ogon i krótkie stopy zaopatrzone w 4 palce zakończone kopytkami.
Z wyglądu przypominały dzisiejsze owce, ale ich uzębienie świadczy o tym, że były bardziej spokrewnione z dzisiejszymi wielbłądowatymi. Były to zwierzęta leśne, żywiące się trawą, rozpowszechnione w Ameryce Północnej w oligocenie i miocenie. Późniejsze formy przystosowały się do innych środowisk. Na przykład Promerycochoerus wiódł ziemnowodny tryb życia, jak dzisiejsze hipopotamy.

## Klasyfikacja
Rodzina Merycoidodontidae zwana także Oreodontidae, razem z Agriochoeridae, tworzą podrząd Oreodonta. Zwierzęta te mogą być dalekimi krewnymi świń, pekari i hipopotamów. Niektórzy naukowcy umieszczają nawet tę rodzinę w podrzędzie świniokształtnych, podczas gdy inni znajdują dla nich miejsce wśród opuszkowców (wielbłądokształtne). Inni jeszcze wkładają je do podrzędu Ancodonta, wymienianego nieraz jako infrarząd podrzędu świniokształtnych. Wszyscy jednak zgadzają się, że stworzenia te należą do wczesnych parzystokopytnych.
Opisano około 50 rodzajów z grupy Oreodonta. Obecnie jednak wyróżnianie w tej grupie zbyt wielu rodzajów jest krytykowane. Wydaje się, że za osobne gatunki mogły zostać uznane osobniki należące do tego samego, a które znacznie się od siebie różniły (zmienność międzyosobnicza w obrębie 1 gatunku) lub też których szczątki zostały zdeformowane już po śmierci. Chodzi o to, że czaszki niezdeformowane mogły być uznawane za osobny rodzaj, zmiażdżone wzdłuż za kolejny, natomiast w poprzek za jeszcze inny. W efekcie powstałoby wiele synonimów.
Najbardziej znanym przedstawicielem rodziny jest Merycoidodon, znany szerzej jako Oreodon.

## Ewolucja

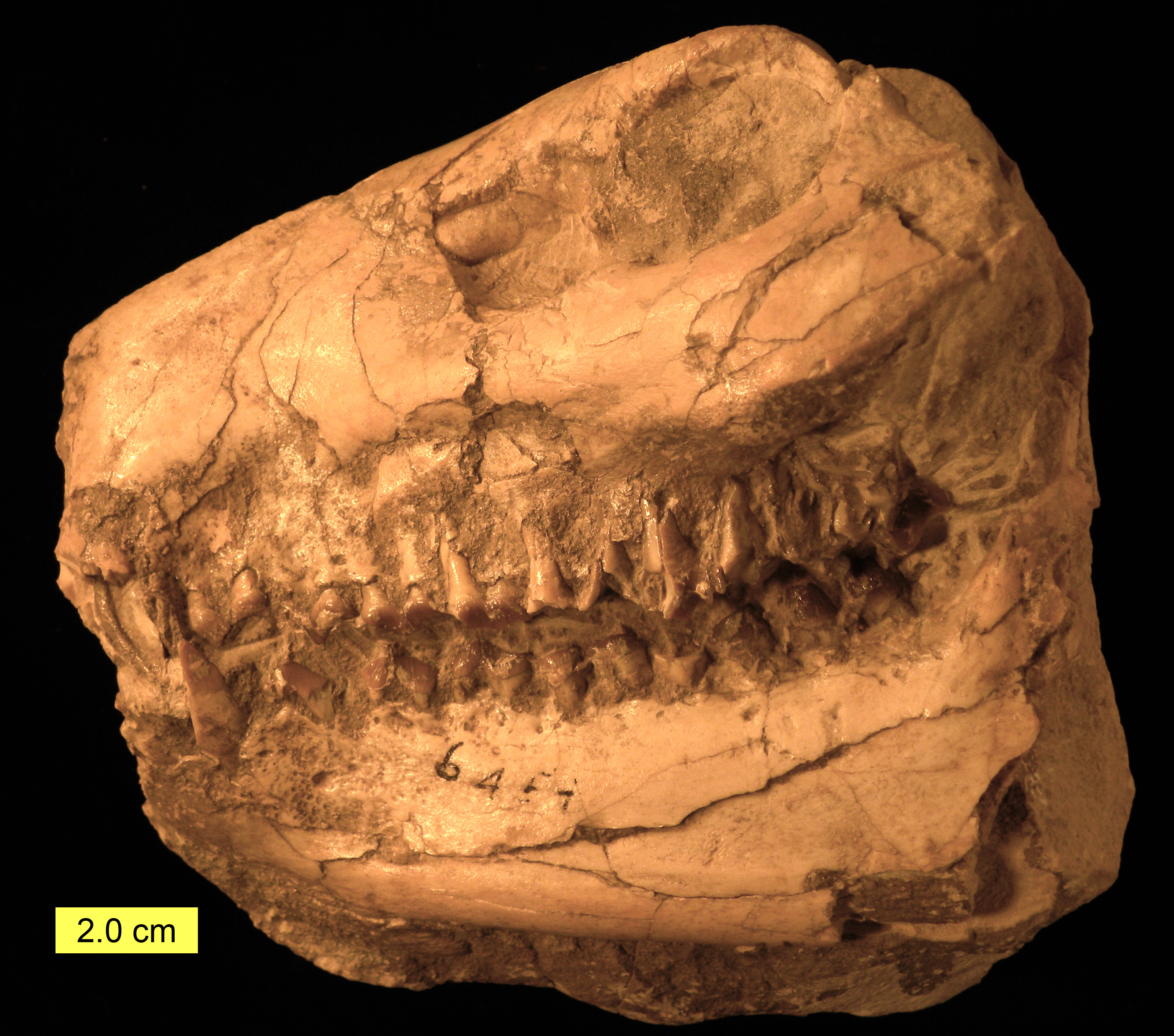
Merycoidodon

Ta różnorodna grupa krępych prehistorycznych ssaków pasła się na murawach, preriach i sawannach Ameryki Północnej i Środkowej. Pojawiły się one 48 milionów lat temu podczas ciepłego eocenu, dominowały od 34 do 23 milionów lat temu w czasie suchego oligocenu. Nie dały sobie jednak rady podczas zimniejszego pliocenu i 4 miliony lat temu zniknęły z powierzchni naszej planety. Dzisiaj ich skamieniałe szczęki i zęby odnajdywane są w stanach Wyoming, Nebraska i Dakota Południowa w USA, a także w Oregon.

## Styl życia
Większość informacji pochodzi z Tate Museum, jednego z najlepszych muzeów świata z pozostałościami opisywanych tu zwierząt. Odnoszą się też one tylko do części stworzeń z tej grupy znalezionych na określonym obszarze.
Ssaki te z powodu ich krótszych nóg porównywane do trójpalczastych koni, nosorożców czy gazeli, mogły kopać nory przy użyciu ich pazurów.
W razie zagrożenia mogły też stawić czoła napastnikowi. Wszystkie gatunki posiadały pazury, a niektóre, jak Mesoreodon czy Merycoidodon, miały groźnie wyglądające kły. Potencjalne drapieżniki, jak Archaeotherium czy Hyaenodon, mogły zostać odpędzone przez ugryzienie czy silny cios.
Podejrzewa się też, że roślinożercy ci żyli w wielkich stadach, co zapewniało im większe bezpieczeństwo.

## Zmienność
W oligocenie i miocenie stworzenia te zaadaptowały się do różnych nisz ekologicznych:
- ziemnowodny Promerycochoeus (jak hipopotam)
- posiadający trąbę trawożerca Brachycus (jak tapir)
- duży trawożerca Eporeodon (jak krowa)
- średni trawożerca Merycoidodon (jak koza)
- mały pustynny roślinożerca Sespia
- mały pustynny roślinożerca Mesoreodon i wszędobylska Leptauchenia

## Podrodziny i rodzaje
- - †Aclistomycter
  - †Limnenetes
  - †Metoreodon
  - †Pseudogenetochoerus
  - †Pseudoleptauchenia
  - †Superdesmatochoerus

Podrodzina †Oreonetinae
- - †Bathygenys
  - †Megabathygenys
  - †Oreonetes
  - †Parabathygenys

Podrodzina †Leptaucheniinae
- Plemię †Leptaucheniini
  - †Leptauchenia (=Brachymeryx, Cyclopidius, Hadroleptauchenia, Pithecistes, Pseudocyclopidius)
- Plemię †Sespiini
  - †Sespia (=Megasespia)

Podrodzina †Merycoidodontinae (=Oreodontinae>
- - †Merycoidodon (=Blickohyus, Genetochoerus, Oreodon, Otionohyus, Paramerycoidodon, Prodesmatochoerus, Promesoreodon, Subdesmatochoerus)
  - †Mesoreodon

Podrodzina †Miniochoerinae
- - †Miniochoerus (=Paraminiochoerus, Parastenopsochoerus, Platyochoerus, Pseudostenopsochoerus, Stenopsochoerus)

Podrodzina †Desmatochoerinae
- - †Desmatochoerus
  - †Megoreodon
  - †Pseudodesmatochoerus

Podrodzina †Promerycochoerinae
- - †Promesodreodon
  - †Promerycochoerus
  - †Merycoides

Podrodzina †Merychyinae
- - †Oreodontoides
  - †Paroreodon (=Epigenetochoerus)
  - †Paramerychyus
  - †Merychyus

Podrodzina †Eporeodontinae
- - †Dayohyus
  - †Eporeodon

Podrodzina †Phenacocoelinae
- - †Phenacocoelus
  - †Submerycochoerus
  - †Pseudomesoreodon
  - †Hypsiops

Podrodzina †Ticholeptinae
- - †Mediochoerus
  - †Ticholeptus (=Poatrephes)
  - †Ustatochoerus

Podrodzina †Merycochoerinae
- - †Merycochoerus
  - †Brachycrus (=Pronomotherium)

## Synonimy
Oreodontidae